# ムーラス

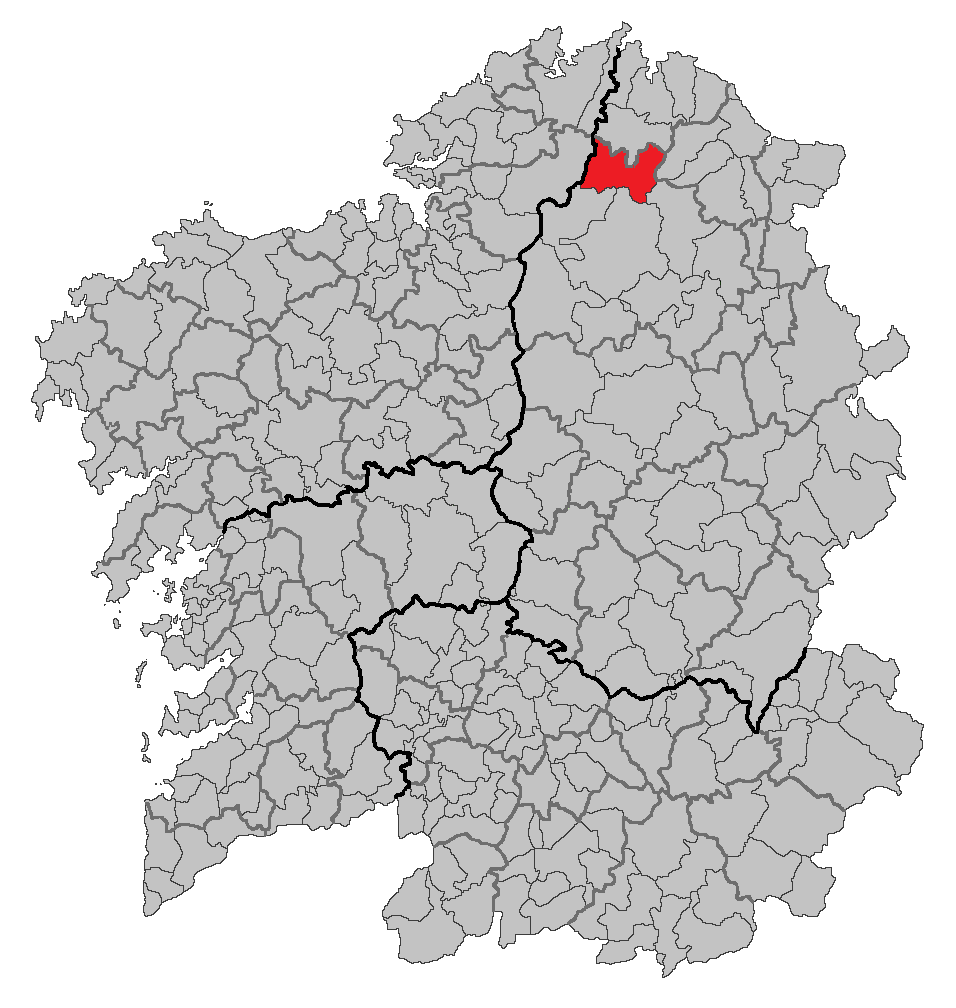
ガリシア州内の位置

ムーラス（Muras）は、スペイン、ガリシア州、ルーゴ県の自治体、コマルカ・ダ・テーラ・チャに属する。ガリシア統計局によると、2012年の人口は754人（2011年：784人、2010年：787人、2009年：830人、2006年：926人、2005年：941人、2004年：978人、2003年：1,020人）。
ガリシア語話者の自治体人口に占める割合は99.90%（2001年）。

## 地理
ムーラスはルーゴ県の北西部に位置し、コマルカ・ダ・テーラ・チャに属する。北はオウロルと、南はビラルバとシェルマーデと、東はオ・バラドウロとアバディンと、西はアス・ポンテス・デ・ガルシーア・ロドリゲス（ア・コルーニャ県）の各自治体と境界をなす。自治体中心地区はムーラス教区のムーラス地区。
面積は164km²で、8つの教区に分けられる。フェロル、ア・コルーニャ、ルーゴなどへは1時間以内の距離にある。
ムーラスはビラルバ司法管轄区に属す。

### 人口
住民は8の教区の189の地区（集落）に居住する。
| ムーラスの人口推移 1900－2010                           |
|                                                         |
| 出典:INE（スペイン国立統計局）1900年 - 1991年、1996年 - |

## 歴史
自治体内には先史時代の居住跡が、散見される。ムーラスについての最も古い記録は12世紀のもので、レモス伯爵の所有のムーラス城について言及されている。
自治体としてのムーラスの建設は1835年で、1965年以前はビベイロ司法管轄区の管轄下にあり、1988年まではモンドニェード司法管轄区に属していた。現在はビラルバ司法管轄区に属している。

## 政治
自治体首長はガリシア国民党（PPdeG）のイスサム・アルナグム・アスサム（Issam Alnagm Azzam）、自治体評議員はガリシア国民党：4、ガリシア社会党（PSdeG-PSOE）：2、ガリシア民族主義ブロック（BNG）：1となっている（2011年5月22日の自治体選挙結果、得票順）。
| 1999年6月13日自治体選挙 |        |        |          |
| 政党                    | 得票数 | 得票率 | 獲得議席 |
| PPdeG                   | 732    | 77.62% | 7        |
| BNG                     | 205    | 21.74% | 2        |

| 2003年5月25日自治体選挙 |        |        |          |
| 政党                    | 得票数 | 得票率 | 獲得議席 |
| PPdeG                   | 624    | 76.47% | 7        |
| PSdeG-PSOE              | 167    | 20.47% | 2        |
| BNG                     | 20     | 2.45%  | 0        |

| 2007年5月27日自治体選挙 |        |        |          |
| 政党                    | 得票数 | 得票率 | 獲得議席 |
| PPdeG                   | 429    | 57.58% | 4        |
| PSdeG-PSOE              | 266    | 35.70% | 3        |
| BNG                     | 48     | 6.44%  | 0        |

| 2011年5月22日自治体選挙 |        |        |          |
| 政党                    | 得票数 | 得票率 | 獲得議席 |
| PPdeG                   | 394    | 60.52% | 4        |
| PSdeG-PSOE              | 172    | 26.42% | 2        |
| BNG                     | 80     | 12.29% | 1        |

## 教区
ムーラスは8の教区に分けられる。太字は自治体中心地区のある教区。
- アンボソーレス（サンタ・マリーア）
- ア・バルサ（サンタ・マリーア）
- オ・ブルゴ（サンタ・マリーア）
- イリショーア（サン・シジャーオ）
- ムーラス（サン・ペドロ）
- シラン（サント・エステーボ）
- オ・シスト（サンタ・マリーア）
- オ・ビベイロー（サンタ・マリーア）